# Nový Oldřichov
Nový Oldřichov är en ort i Tjeckien. Den ligger i den norra delen av landet, 80 km norr om huvudstaden Prag. Nový Oldřichov ligger 491 meter över havet och antalet invånare är 660.
Terrängen runt Nový Oldřichov är huvudsakligen kuperad, men åt nordväst är den platt. Nový Oldřichov ligger uppe på en höjd. Runt Nový Oldřichov är det ganska tätbefolkat, med 54 invånare per kvadratkilometer. Närmaste större samhälle är Děčín, 16,1 km väster om Nový Oldřichov. Omgivningarna runt Nový Oldřichov är en mosaik av jordbruksmark och naturlig växtlighet.